# Nestor le pingouin
 (août 2025).
Si vous disposez d'ouvrages ou d'articles de référence ou si vous connaissez des sites web de qualité traitant du thème abordé ici, merci de compléter l'article en donnant les références utiles à sa vérifiabilité et en les liant à la section « Notes et références ».
Nestor le pingouin est une marionnette utilisée par le ventriloque et animateur de télévision David Michel.

## Historique
Nestor le pingouin est apparu sur les écrans de l'ORTF, dans les années 1960, accompagné d'un jeune homme barbu coiffé d'un chapeau haut de forme David Michel. Grand amateur de chocolat, impertinent et drôle, 
le palmipède a conquis le cœur des petits et des grands en leur faisant chanter À la pêche aux moules. C'est dans les bras de David Michel que Nestor va asseoir sa carrière. 
Après de nombreux passages à la télévision, plus de 800 dès le milieu des années 1970, le jeune duo devient rapidement la mascotte des émissions de Guy Lux. Il donne bientôt rendez-vous chaque samedi à un public grandissant dans l'émission Samedi est à vous où les téléspectateurs ont pour habitude d'appeler Nestor afin de choisir leur programme préféré.
Nestor est ainsi la première marionnette présentatrice de télévision grand public, si l'on considère que la poupée Claire de Jean Saintout dans La séquence du jeune téléspectateur ne s'adressait qu'aux très jeunes enfants.
Le petit personnage en peluche sera décliné en de nombreux produits dérivés, disques (Nestor Le Pingouin, T'as Pas De Chocolat, 33 T, Philips, 1976.), bandes dessinées (Les Aventures de Nestor le Pingouin), etc.